# Jan Henryk Dąbrowski

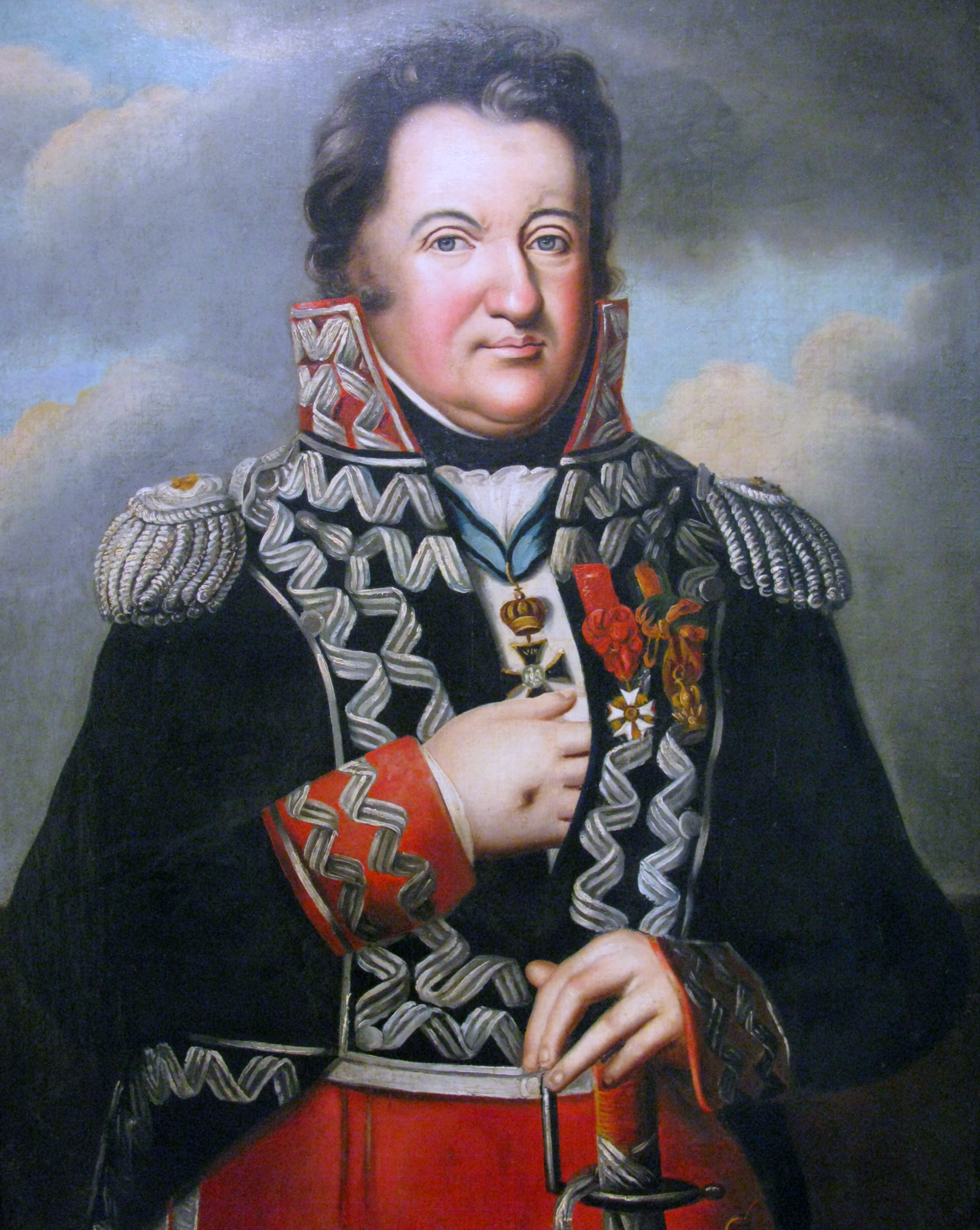
General Jan Henryk Dąbrowski

Wappen der Familie Dąbrowski aus der Wappengenossenschaft Rawicz Abwandlung mit Eigennamen Dąbrowski

Jan Henryk Dąbrowski [ˈjan ˈxɛnrɨk dɔmˈbrɔfskʲi] (auch Johann Heinrich Dombrowski; * 29. August 1755 in Pierzchów, nahe Krakau; † 6. Juni 1818 in Winna Góra, Gemeinde Środa Wielkopolska, Großherzogtum Posen) war ein polnischer General. Er wird als polnischer Nationalheld verehrt.

## Leben
Dąbrowski wuchs in Hoyerswerda als Sohn des kursächsischen Obersten Johann Michael Dąbrowski (Dombrowski) auf und diente von 1772 bis 1792 in der sächsischen Armee, nahm dann auf der Seite Polens unter Stanislaus Poniatowski am Russisch-Polnischen Krieg von 1792 teil, gegen die russische Invasion in Polen-Litauen und die Konföderation von Targowica. 
Während eines nationalen Aufstands unter der Führung von Tadeusz Kościuszko gegen die Zweite Teilung Polens und die politische Entmündigung durch das Russische Reich war Dąbrowski Kommandierender General. Am 2. Oktober 1794 besetzte er Bromberg, nachdem er in der Schlacht bei Bromberg ein preußisches Korps geschlagen hatte. Mit dem Zusammenbrechen des Aufstandes zog Dąbrowski sich nach Großpolen zurück. Preußen gestattete ihm nicht, mit den Resten seiner Truppe nach Frankreich zu ziehen.
Nach 1795 schloss er sich der politischen Vereinigung Agencja an. 1796 folgte Dąbrowski dem Ruf Józef Wybickis nach Frankreich und organisierte 1797 militärische Verbände von polnischen Freiwilligen zum Schutz der neu gegründeten Cisalpinischen Republik. Diese Legion stellte sich wie die Donau-Legion des Generals Karol Kniaziewicz in den Dienst der Französischen Republik. Das Ziel der polnischen Generäle war es, mit Hilfe des Revolutionären Frankreichs in ehemals polnische Gebiete zu marschieren und sie zu befreien. Die Teilungen Polens durch Österreich, Preußen und Russland sollten rückgängig gemacht werden und Polen wiederauferstehen. In der Realität benutzte die Französische Republik die Polnische Legion als Fremdenregimenter für eigene Zwecke, so in Napoléons Italienfeldzug.
Dąbrowski wurde in Italien Mitglied im Bund der Freimaurer, seine Loge gehörte dem Grande Oriente d’Italia an. Am 8. Januar 1808 war er ein Gründungsmitglied der Loge Français et Anglais Réunis in Posen. Zudem war er Ehrenmitglied der Logen Piast in Posen und Zum bekränzten Kubus in Gnesen.
In der Armee des neuen Herzogtums Warschau führte er das Kommando und nahm am Russlandfeldzug 1812 sowie an den Feldzügen 1813 in Deutschland teil. Zunächst Kommandant einer polnischen Division, wurde er nach Poniatowskis Tod Oberbefehlshaber des gesamten polnischen Heeres. 
Nach dem Ende des Herzogtums durch den Wiener Kongress organisierte er als General der Kavallerie unter Zar Alexander I., dem neuen König von Kongresspolen, die neue polnische Armee. Im Jahr 1816 quittierte er seinen Dienst.
Dąbrowski spielt die Hauptrolle im Text der heutigen polnischen Nationalhymne. Die Hymne schrieb der ebenfalls nach Italien gegangene Józef Wybicki als Lied der polnischen Legionen in Italien. Sie gibt dem Verlangen Ausdruck, dass Dąbrowski sie zurück nach Polen führt und mit ihnen das Vaterland wiederauferstehen lässt.

### Werke
- 1796, Beytrag zur Geschichte der pohlnischen Revolution im Jahre 1794, Digitalisat
- Feldzug des Generals Johann Heinrich Dąbrowski nach Grosspolen, Digitalisat

## Familie
Er heiratete am 28. März 1780 bei Bautzen Gustave Henriette von Rackel (* 11. Juni 1757; † nach 1800 in Mailand). Das Paar hatte mehrere Kinder:
- Johann Michael (* 1782; † 27. Februar 1827), polnischer Brigade-General

⚭ Emilie del Negri
⚭ N.N. von Mzura-Wilkanowska
⚭ 1810 Viktoria († 1831) Dolega-Dabrowski
- Josephine Antonie Caroline (* 28. September 1788; † 18. Februar 1845), Erbfrau auf Grochwitz ⚭ 18. August 1806 Joseph Friedrich von Palombini (* 3. Dezember 1774; † 5. April 1850), k. k. Feldmarschall-Lieutenant

Nach dem Tod seiner ersten Frau heiratete er am 5. November 1807 in Posen Barbara Chlapow-Chlapowski (* 1783; † 22. Januar 1848). Das Paar hatte mehrere Kinder:
- Boluslawa (* 18. März 1814; † 14. April 1901), Herrin auf Zrenica ⚭ 3. Dezember 1835 Theodor von Zaremba-Mankowski (* 9. November 1816; † 24. September 1855)
- Bogislaus (* 19. September 1815; † 2. April 1880), Herr auf Winnagora ⚭ 1842 Veronica von Korzbog-Lacki

## Ehrungen
- Sein Name ist am Triumphbogen in Paris in der 25. Spalte (DOMBROWSKY) eingetragen.
- Im Zweiten Weltkrieg war die 2. Infanterie-Division der Polnischen Streitkräfte in der Sowjetunion (2 Warszawska Dywizja Piechoty im. Henryka Dąbrowskiego) nach ihm benannt. Sie war an der Befreiung der Konzentrationslager Majdanek und Sachsenhausen beteiligt.[5]
- Apelsteine in Leipzig

| 21 | N | Wiederitzsch, Delitzscher Landstraße / Seehausener Straße Koordinaten: ♁51° 23′ 34,6″ N, 12° 22′ 30,5″ O |  | General DOMBROWSKI, General SOUHAM, General DELMAS, v. III. Corps, zus. 12000 M | Schlacht bei MÖCKERN am 16. Oktober 1813 |
| 37 | N | Zentrum-Nord, Nordplatz, Südwest-Ecke Koordinaten: ♁51° 21′ 6,9″ N, 12° 22′ 25,7″ O                      |  | General DOMBROWSKI, 5000 M                                                      |                                          |